# Spaelotis nipona
Spaelotis nipona là một loài bướm đêm trong họ Noctuidae.